# استفانو پوزا
استفانو پوزا (انگلیسی: Stefano Pozza؛ زادهٔ ۶ اوت ۱۹۸۷) بازیکن فوتبال اهل ایتالیا است.